# Sveti Servacij
Sveti Servacij  ( nizozemsko Sint Servaas; francosko Saint Servais; Limburgish: Sintervaos; armensko Սուրբ Սերվատիոս) (rojen v Armeniji, umrl v Maastrichtu, tradicionalno 13. maja 384) je bil škof v Tongerenu — latinsko: Atuatuca Tungrorum, glavnem mestu Tungrov &#x2014. Servacij je zavetnik mesta Maastricht ter mest Schijndel in Grimbergen. Je eden od ledenih mož (svetnikov). Njegov praznik je 13. maj.

## Zgodovina
Navzočnost Servacija, ki je bil veliko potujoči diplomat in odločen nasprotnik arijanstva, je zabeležena na več sinodah in cerkvenih zborih. Leta 343 je bil Sarbatios - grška besedila, ki prevajajo v kot b - prisoten na koncilu v Sardiki (današnja Sofija ). V razpravah je Servacij zastopal trinitarični pogled, ki je bil v nasprotju z arijanskim nazorom večine vzhodnih škofov. Po Sulpiciju Severu je Servacij na koncilu v Riminiju leta 359 znova zgovorno obsodil arijanstvo.
Ko je bil Atanazij, vodilni nasprotnik arijanstva, izgnan v Trier (leta 336 ali 343), se je morda srečal s Servacijem, ker sta se oba borila proti arijanskim škofom in duhovnikom v regiji.
Po srednjeveški legendi je Servacij sodeloval na koncilu v Kölnu leta 346, kjer je pričal, da je kölnski škof Evfrat »zanikal božanskost Jezusa Kristusa, kar se je zgodilo celo v prisotnosti aleksandrijskega škofa Atanazija«.  Evfrat je bil zgodovinsko znan kot nasprotnik arijanstva in je poleg Atanazija in Servacija sodeloval na koncilu v Sardiki.  Legenda, sestavljena v Trierju, je verjetno imela za cilj zmanjšati status kölnske cerkve, s katero je bil Trier v sporu glede cerkvene prevlade.
Potem ko je bil socesar Konstans leta 350 umorjen, je bil Servacij poslan k rimskemu cesarju Konstanciju II. v Edeso, glavno mesto Armenske Mezopotamije, kot odposlanec uzurpatorja Magnencija, da bi zastopal pokojnega Konstansa kot nevrednega tirana in zatiralca v upanju, da bo pridobil Konstancijevo priznanje Magnencija za sovladarja. Misija je propadla in posledična državljanska vojna se je končala s smrtjo Magnencija leta 353. Misijon lahko razumemo kot znak Servacijevega visokega položaja.

### Servacij in Huni
Pomemben vir o življenju svetega Servacija, čeprav ne sodoben vir, sta Slava spovednikov Gregorja Toursskega in Zgodovina Frankov. V svojem poročilu iz poznega 6. stoletja Gregor piše o Aravatiju (večina učenjakov ga identificira kot Servacija), ki je bil škof v Tongerenu in je umrl v Maastrichtu. Po mnenju frankovskega škofa in zgodovinarja je Aravatius živel v času, ko so Huni ogrožali Tongeren (5. stoletje), kar se ne ujema z datumi zgoraj omenjenih sinod iz 4. stoletja. Ni vedno jasno, koliko je Gregorjevo poročilo zgodovinsko in koliko plod fikcije. Gregor opisuje, kako je Aravatius med vigilijo na grobu svetega Petra v Rimu imel vizijo, v kateri je bilo napovedano uničenje Tongerena (zaradi njihove grešnosti). Peter je nato Aravaciju izročil nebeške ključe in nanj prenesel moč odpuščanja grehov. Po Gregorju se je Aravatius vrnil v Tongeren, prinesel relikvije svojih predhodnikov v Maastricht, kjer je umrl in bil pokopan ob rimski cesti, blizu mostu.
Kot škof je bil Servacij morda ustanovitelj več zgodnjekrščanskih cerkva v škofiji Tongeren. Dva verjetna kandidata sta bazilika Marije v Tongerenu in bazilika Marije v Maastrichtu. V primeru Tongerena so to tradicionalno trditev podprla izkopavanja v osemdesetih letih dvajsetega stoletja, ki so pod srednjeveško cerkvijo razkrila ostanke cerkve iz 4. stoletja, verjetno prvotne stolnice škofije. Izvor maastrichtske cerkve Naše Gospe ostaja negotov, saj v njej nikoli niso bila izvedena izkopavanja. V drugi maastrichtski cerkvi, baziliki svetega Servacija, pa so izkopavanja v devetdesetih letih 20. stoletja razkrila ostanke cerkve iz 6. stoletja (ki jo je zgradil škof Monulph in jo Gregor iz Toursa opisal kot magnum templum), v njenem središču pa je poznorimska zgradba, verjetno Servacijeva grobnica.

## Legenda
Skozi stoletja so se okoli zgodovinske osebnosti tongerenskega škofa kopičile legende. Dva zgodnja življenjepisa (biografiji) postavljata Servacijevo rojstvo v Armenijo in ga delata za bratranca Janeza Krstnika in s tem za Jezusovega daljnega sorodnika (Nobenega ni omenil Gregor Tourski).
Okrog leta 1075 je francoski duhovnik Jokundus dobil naročilo kapitlja svetega Servacija, da napiše drugo Vita sancti Servatii. Jokundus je tudi avtor Miracula sancti Servatii, nadaljevanja biografije, ki opisuje vse čudeže, ki so se zgodili po Servacijevi smrti. Po mnenju nekaterih zgodovinarjev sta bili obe deli sestavljeni, da bi odpravili dvome o Servacijevem rodoslovju in njegovem armenskem poreklu. Ti dvomi so bili izraženi na koncilu v Mainzu leta 1049. Ko so na koncil v Mainzu prispeli odposlanci bizantinskega cesarja, ki so potrdili navedbe nekega Alagreka, ki je pričal, da je bil Servacij Armenec, in trdili, da je bil njegov rojstni kraj Fenuste, jugovzhodno od Damaska, je to pomagalo izbrisati nekatere dvome o Servacijevem sorodstvu z Jezusa ni nikoli potrdil uradni svet. 
Konec 12. stoletja je pesnik Henric van Veldeke zapisal novo legendo o svetem Servaciju, ki je temeljila na prejšnjih poročilih Gregorja iz Toursa in Jokunda, ki ji je dodal še več čudežev in s tem poudaril svetost svetega Servacija. Delo velja za eno najzgodnejših del nizozemske književnosti, čeprav je bilo napisano v limburščini, ki se najbolj razlikuje od štirih glavnih narečij, ki sestavljajo srednjo nizozemščino.
V 17. stoletju so Bollandisti poskušali ločiti nekatera dejstva in mite, ki obdajajo Servacija. Uspelo jim je izračunati točen datum njegove smrti (13. maj 384), ki je bil dolgo časa sprejet kot zgodovinsko dejstvo. 
- Sveti Servacij prejme v Tongerenu mitro in škofovsko palico od angela
- Sveti Servacij pridiga v grščini. Občinstvo ga čudežno razume.
- Sveti Servacij krsti Atilo Huna
- Sveti Servacij umre v Maastrichtu. Angeli pokrivajo njegovo telo z 'nebeškimi oblačili'
- Eno od 'nebeških oblačil', prikazanih romarjem iz pritlikave galerije bazilike svetega Servacija

## Zapuščina

### V Maastrichtu
Po izročilu so svetnikovi posmrtni ostanki pokopani v baziliki svetega Servacija v Maastrichtu, kjer ležijo v kripti iz 6. stoletja. Njegov grob je bil dolga stoletja romarski kraj. Znani obiskovalci so Karel Veliki, Karel V. (cesar Svetega rimskega cesarstva), španski Filip II. in papež Janez Pavel II . V Maastrichtu je svetemu Servaciju posvečena tudi vzhodna pravoslavna cerkev, ki pripada ruskemu eksarhatu carigrajskega ekumenskega patriarhata. Sint Servaasbrug, najstarejši most čez reko Meuse v Maastrichtu, je dobil ime po svetem Servaciju. Ime 'Servaas' je bilo več stoletij priljubljeno ime v Maastrichtu in okolici.
Pozlačena skrinja z relikvijarom iz 12. stoletja v baziliki svetega Servacija, ki vsebuje svetnikove relikvije, je pomembno delo mosanske umetnosti in je postala znana kot 'Skrinja stiske' (nizozemsko: Noodkist), saj so jo nosili po mestu v času stiske. Romanje z relikvijami svetega Servacija in drugih svetnikov poteka vsakih sedem let: Maastrichtsko romanje relikvij (nizozemsko: Heiligdomsvaart ). Noodkist je običajno shranjen v zakladnici bazilike svetega Servacija, skupaj s tako imenovano 'Servatiano' (predmeti, ki so povezani s svetnikom, kot je njegova romarska palica, njegov križ, njegov naprsni križ, njegov kelih, njegov patena in simbolni ključ do nebes).
- Bazilika svetega Servacija, Maastricht
- Hačkar v baziliki svetega Servatija
- Kip svetnika na Sint Servaasbrugu
- Izvir svetega Servacija
- Prikaz relikvij z Noodkistom in doprsnim kipom relikviarija
- Noodkist v procesiji
- Naprsni križ svetega Servacija
- Ključ svetega Servacija

### Drugje
Druge zgodovinske cerkve na Nizozemskem, v Belgiji, Franciji in Nemčiji so bile posvečene svetniku, npr. zborni cerkvi opatije Grimbergen in opatije Quedlinburg . V Quedlinburški zakladnici hranijo pomembne relikvije svetega Servacija. V številnih cerkvah po vsem svetu častijo relikviarije, kipe, vitraže, oltarne kose in Servacijeve slike. Cerkev sv. Servacija v Kampung Sawahu v Indoneziji je prejela Servacijeve relikvije iz Maastrichta na datum ustanovitve 6. oktobra 1996. Od takrat obstaja festival v čast relikvijam, ki ga farani cerkve vsako leto praznujejo, zelo prežet s kulturo Betawi.
- Opatijska cerkev svetega Servacija, Grimbergen
- Cerkev svetega Servacija, Liège
- Cerkev svetega Servacija, Bruselj - Schaerbeek
- Samostanska cerkev svetega Servacija, Quedlinburg
- Cerkev svetega Servacija, Siegburg